# 서경 (제도)
서경(署經)은 고려와 조선 시대에 왕의 관리 임명 및 법령의 개폐(改廢)에서 신하의 동의 절차이다. 서경에서 ‘서’(署)는 ‘서명’을 ‘경’(經)은 ‘거친다’를 뜻한다.

## 고려의 서경
고려 때 어사대의 대관(臺官)과 중서문하성 소속의 간관(諫官)은 관리 임명이나 법의 개폐 등에 관여할 권한을 가졌는바 이를 서경이라 한다. 관리 제수(除授)에서 수직자(受職者)의 고신(告身)을 회부하여 대간(臺諫)의 심사 · 동의를 받게 하였으며, 또한 법을 제정할 때나 관을 설립할 때에는 반드시 대간의 합의를 얻어 시행케 하였다. 이 제도는 왕의 전제력(專制力) 행사에 상당한 제약을 가하였다.

## 조선의 서경
5품 이하의 관리를 처음 임용할 때 양사(兩司)에서 심사하여 동의해 주는 고신서경(告身署經)과 예조의 의첩을 거친 의정부의 의안에 대해 대간에서 심사하여 동의해 주는 의첩서경(依牒署經)을 함께 이르는 말이다.
사헌부와 사간원의 서경을 거친다.

## 같이 보기
- 대간
- 양사